# Lekkoatletyka na Letnich Igrzyskach Olimpijskich 1992 – pchnięcie kulą mężczyzn
Pchnięcie kulą mężczyzn podczas XXV Letnich Igrzysk Olimpijskich w Barcelonie rozegrano 31 lipca 1992 (kwalifikacje i finał) na  Estadi Olímpic de Montjuïc. Zwycięzcą został reprezentant Stanów Zjednoczonych Mike Stulce.

## Rekordy
|                   | Zawodnik       | Narodowość        | Wynik | Data                  | Miejsce     |
| ----------------- | -------------- | ----------------- | ----- | --------------------- | ----------- |
| Rekord świata     | Randy Barnes   | Stany Zjednoczone | 23,12 | 20 maja 1990(dts)     | Los Angeles |
| Rekord olimpijski | Ulf Timmermann | NRD               | 22,47 | 23 września 1988(dts) | Seul.       |

## Wyniki
| Poz. - pozycja |
| – rekord świata \| – rekord krajowy \| – rekord życiowy \| = – wyrównany rekord życiowy \| · – najlepszy wynik w sezonie \| = – wyrównany najlepszy wynik w sezonie \| – rekord olimpijski |
| Fn – falstart \| DNF – nie ukończył \| DNS – nie wystartował \| DSQ – zdyskwalifikowany |

### Kwalifikacje
Do finału awansowali zawodnicy, którzy osiągnęli minimum 19,80 m (Q), względnie 12 najlepszych (gdyby mniej niż 12 zawodników osiągnęło minimum). Miotacze startowali w dwóch grupach (A i B).
| Poz. | Grupa | Zawodnik           | Reprezentacja                    | Próby | Próby | Próby | Wynik | Uwagi |
| Poz. | Grupa | Zawodnik           | Reprezentacja                    | 1     | 2     | 3     | Wynik | Uwagi |
| ---- | ----- | ------------------ | -------------------------------- | ----- | ----- | ----- | ----- | ----- |
| 1.   | B     | Jim Doehring       | Stany Zjednoczone                | 19,77 | 20,53 | –     | 20,53 | Q     |
| 2.   | A     | Werner Günthör     | Szwajcaria                       | 20,50 | –     | –     | 20,50 | Q     |
| 3.   | A     | Luciano Zerbini    | Włochy                           | 20,25 | –     | –     | 20,25 | Q     |
| 4.   | A     | Dragan Perić       | Niezależni uczestnicy olimpijscy | x     | 18,35 | 20,24 | 20,24 | Q     |
| 5.   | A     | Wiaczesław Łycho   | WNP                              | x     | 20,24 | –     | 20,24 | Q     |
| 6.   | A     | Mike Stulce        | Stany Zjednoczone                | 20,18 | –     | –     | 20,18 | Q     |
| 7.   | B     | Ołeksandr Kłymenko | WNP                              | 19,33 | 20,16 | –     | 20,16 | Q     |
| 8.   | B     | Alessandro Andrei  | Włochy                           | 19,51 | 19,51 | 20,14 | 20,14 | Q     |
| 9.   | B     | Ulf Timmermann     | Niemcy                           | 19,62 | 19,73 | 19,93 | 19,93 | Q     |
| 10.  | B     | Klaus Bodenmüller  | Austria                          | 19,56 | 19,86 | –     | 19,86 | Q     |
| 11.  | A     | Ron Backes         | Stany Zjednoczone                | 19,71 | 19,35 | x     | 19,71 | q     |
| 12.  | B     | Sören Tallhem      | Szwecja                          | 18,41 | 19,18 | 19,65 | 19,65 | q     |
| 13.  | A     | Gert Weil          | Chile                            | 18,51 | 19,04 | 19,41 | 19,41 |       |
| 14.  | B     | Pétur Guðmundsson  | Islandia                         | 18,46 | 18,76 | 19,15 | 19,15 |       |
| 15.  | A     | Paul Edwards       | Wielka Brytania                  | 18,57 | 19,03 | 18,80 | 19,03 |       |
| 16.  | B     | Andrij Nemczaninow | WNP                              | 18,91 | 18,98 | x     | 18,98 |       |
| 17.  | B     | Gheorghe Gușet     | Rumunia                          | 18,41 | x     | 18,96 | 18,96 |       |
| 18.  |       | Kent Larsson       | Szwecja                          | 18,46 | x     | 18,56 | 18,56 |       |
| 19.  | A     | Udo Beyer          | Niemcy                           | 18,47 | x     | x     | 18,47 |       |
| 20.  | B     | Antero Paljakka    | Finlandia                        | 18,42 | x     | x     | 18,42 |       |
| 21.  | B     | Khaled Al-Khalidi  | Arabia Saudyjska                 | 17,56 | 17,72 | 17,50 | 17,72 |       |
| 22.  | A     | Victor Costello    | Irlandia                         | 15,99 | 17,15 | x     | 17,15 |       |
| 23.  | B     | Paul Quirke        | Irlandia                         | 16,71 | 17,01 | 16,99 | 17,01 |       |
| 24.  | B     | Bilal Saad Mubarak | Katar                            | 16,91 | 16,98 | –     | 16,98 |       |
| 25.  | B     | Peter Dajia        | Kanada                           | x     | x     | 16,81 | 16,81 |       |
| 26.  | A     | Zlatan Saračević   | Bośnia i Hercegowina             | x     | 15,12 | 16,38 | 16,38 |       |
| –    | A     | Kalman Konya       | Niemcy                           |       |       |       | DNS   |       |

### Finał
| Poz. | Zawodnik           | Reprezentacja                    | Próby | Próby | Próby  | Próby | Próby | Próby | Wynik |
| Poz. | Zawodnik           | Reprezentacja                    | 1     | 2     | 3      | 4     | 5     | 6     | Wynik |
| ---- | ------------------ | -------------------------------- | ----- | ----- | ------ | ----- | ----- | ----- | ----- |
| 01 ! | Mike Stulce        | Stany Zjednoczone                | 21,49 | 21,58 | x      | 21,11 | 21,70 | x     | 21,70 |
| 02 ! | Jim Doehring       | Stany Zjednoczone                | 19,89 | 20,96 | x      | 20,17 | x     | 20,03 | 20,96 |
| 03 ! | Wiaczesław Łycho   | WNP                              | 20,93 | 20,94 | 20,79  | x     | 19,99 | 20,35 | 20,94 |
| 4.   | Werner Günthör     | Szwajcaria                       | 19,74 | 20,01 | 20,27  | 20,85 | x     | 20,91 | 20,91 |
| 5.   | Ulf Timmermann     | Niemcy                           | 20,12 | 20,03 | 19,82  | 20,49 | 20,10 | 20,38 | 20,49 |
| 6.   | Klaus Bodenmüller  | Austria                          | 20,13 | 20,19 | 20,48  | 20,39 | 19,81 | 19,92 | 20,48 |
| 7.   | Dragan Perić       | Niezależni uczestnicy olimpijscy | x     | 19,90 | 19,59  | 20,07 | x     | 20,32 | 20,32 |
| 8.   | Ołeksandr Kłymenko | WNP                              | x     | 20,23 | x      | x     | x     | 20,14 | 20,23 |
| 9.   | Luciano Zerbini    | Włochy                           | 19,88 | 19,75 | 19,54  | NQ    | NQ    | NQ    | 19,88 |
| 10.  | Ron Backes         | Stany Zjednoczone                | 19,75 | x     | x      | NQ    | NQ    | NQ    | 19,75 |
| 11.  | Alessandro Andrei  | Włochy                           | 19,46 | 19,53 | 19,62  | NQ    | NQ    | NQ    | 19,62 |
| 12.  | Sören Tallhem      | Szwecja                          | 18,31 | 19,32 | x19,32 | NQ    | NQ    | NQ    |       |